# تیم ملی والیبال زنان نیوزیلند
تیم ملی والیبال زنان نیوزیلند (انگلیسی: New Zealand women's national volleyball team) تیم ملی والیبال مختص زنان نیوزیلندی است که به عنوان نماینده نیوزیلند در رقابت‌های رسمی و دوستانه با حریفان به رقابت می‌پردازند.